# Моника Круз
Моника Круз Санчез (шп. Mónica Cruz Sánchez; Алкобендас, 16. марта 1977) јесте шпанска глумица и професионална плесачица, балерина и модел.

## Биографија
Отац Едвардо Круз, предузетник и мајка Енкарна Санчез, фризерка. Њена рођена сестра је позната глумица Пенелопе Круз, а млађи брат Едвардо Круз шпански певач. Учила је класичан балет у једном плесном студију у Њујорку и касније балет у професионалној плесној школи Виктора Уљетеа, шпански плес на шпанском Краљевском конзерваторијуму за плес (шп. Real Conservatorio de Danza Española) и фламенко у плесној школи Антониа Каналеса. Током 7 година била је члан плесне групе Хоакина Кортеса (шп. Jogaquin Cortés). Учествовала је у два плесна спектакла „Соул“ и „Циганска страст“ (шп. Pasión Gitana). „Циганска страст“ извођена је у позориштима и престижним концертним дворанама широм света, као нпр. у „Radio City Music Hall“ у Њујорку и „Royal Albert Hall“ у Лондону.
Прославила се у ТВ серији Корак напред у улози Силвије Хауреги. Захваљујући великој популарности ове серије, формирана је музичка група УПА Денс, која је такође доживела велки успех. Групу су, осим Монике чинили Мигел Анхел Муњоз (са којим је једно време била у вези), Беатриз Луенго и Паблом Пујолом.
Пре него што је широј публици постала позната, снимила је рекламе за шпанску националну организацију за слепе (шп. Once), замењујући своју старију сестру Пенелопе. Учествовала је у снимању видео-спотова познатих шпанских певача, као што су: Начо Кано (шп. „Un mundo separado por el mismo dios“) (1994), Давид Бизбал (шп. „Lloraré las penas“) (2002) и њен брат Едвардо Круз (шп. „Cosas que contar“) (2009).
Добијала је улоге у разним појединачним епизодама или целим серијама, емисијама и филмовима стране и домаће продукције.
Од 2008. године радила је као модел, за модну кућу Манго и друге интернационале фирме. Године 2012. потписала је уговор за сезону јесен-зима са енглеском марком (енгл. Agent Provocateur) доњег веша.

## Филмографија
| Година    | Тип    | Назив                                 | Улога                                                                            |
| --------- | ------ | ------------------------------------- | -------------------------------------------------------------------------------- |
| 2011      | филм   | Пирати са Кариба: На чуднијим плимама | Анђелика (замењујући сестру Пенелопе Круз у појединим сценама за време трудноће) |
| 2011      | филм   | Гвоздени крст                         | Габи                                                                             |
| 2010      | филм   | Џери Котон (енгл. Jerry Cotton)                   | Малена                                                                           |
| 2010 -    | серија | Црвени орао                           | Маријана (од четврте сезоне)                                                     |
| 2009      | серија | 9 месеци                              | Ирма                                                                             |
| 2008      | филм   | Шапати (шп. Susurros)                         | Клара                                                                            |
| 2008      | филм   | Астерикс на олимпијским играма        | Есмералда                                                                        |
| 2008      | филм   | (енгл. )                              | Клеменција                                                                       |
| 2007      | филм   | (шп. )                                | Мари Кармен Маја                                                                 |
| 2006      | серија | (итал. )                              | Табита                                                                           |
| 2005      | филм   | (енгл. )                              | Роса Мулеро                                                                      |
| 2002-2005 | серија | Корак напред                          | Силвија Хауреги                                                                  |